# Decimus Burton
Decimus Burton (Londra, 30 settembre 1800 – St Leonards-on-Sea, 14 dicembre 1881) è stato un architetto inglese.

## Biografia
Burton fu chiamato Decimus perché è stato il decimo bambino della sua famiglia.
Dopo una permanenza in Grecia, al suo rientro in Inghilterra incominciò una prolifica attività come architetto, disegnatore e progettista di giardini, ricordato soprattutto per i suoi lavori inerenti con lo stile classico dei parchi londinesi, inclusi lo zoo di Londra e gli ampi giardini della località di Fleetwood.
Burton si formò culturalmente e svolse praticantato nell'ambito dell'architettura sostenuto e incitato dal padre, James Burton (1761-1837) e in un secondo tempo con John Nash, per il quale elaborò il progetto della Cornwall Terrace, situata presso il Regent's Park. Nello stesso luogo realizzò anche una Grove House nel 1827 e una colossale costruzione raffigurante il Colosseo, demolita nel 1875 ed attualmente occupata dal Collegio Reale di Fisica.
Dopo questi lavori, Burton si impegnò nella realizzazione dei giardini e delle strutture adiacenti e interni al nuovo zoo londinese, come il Llama building (1828) e la Giraffe House (1834).
Fra i suoi lavori si annoverarono il triplice arco di trionfo di Hyde Park Corner completato nel 1825, caratterizzato dalla parziale riproduzione del fregio panatenaico e quindi inquadrabile nell'ambito della corrente neoclassica. L'arco fu disegnato per onorare il duca di Wellington, e originariamente l'arco era completato da una statua equestre del duca, poi successivamente rimpiazzata dalla Quadriga (1912) realizzata da Adrian Jones.
In tutte queste opere il comune denominatore risultò lo stile classico rafforzato dalle affinità emerse fra l'allievo Burton e il maestro Smirke.
Invece nelle opere realizzate in campagna, Burton si accostò allo stile neogotico più consono alla tradizione inglese.

L'architetto sperimentò nuove tecniche nelle sue opere in materiali ferrosi e in vetro realizzate nei Royal Botanic Gardens presso la località di Kew, anticipando le strutture erette da Joseph Paxton, come il Crystal Palace. Con la collaborazione di Richard Turner progettò la Palm House (1844), la Temperate House, completata nel 1898, il Victoria Gate (1848) e la Water Lily House (1852).
Nel 1832 Decimus Burton fu eletto membro della Royal Society.

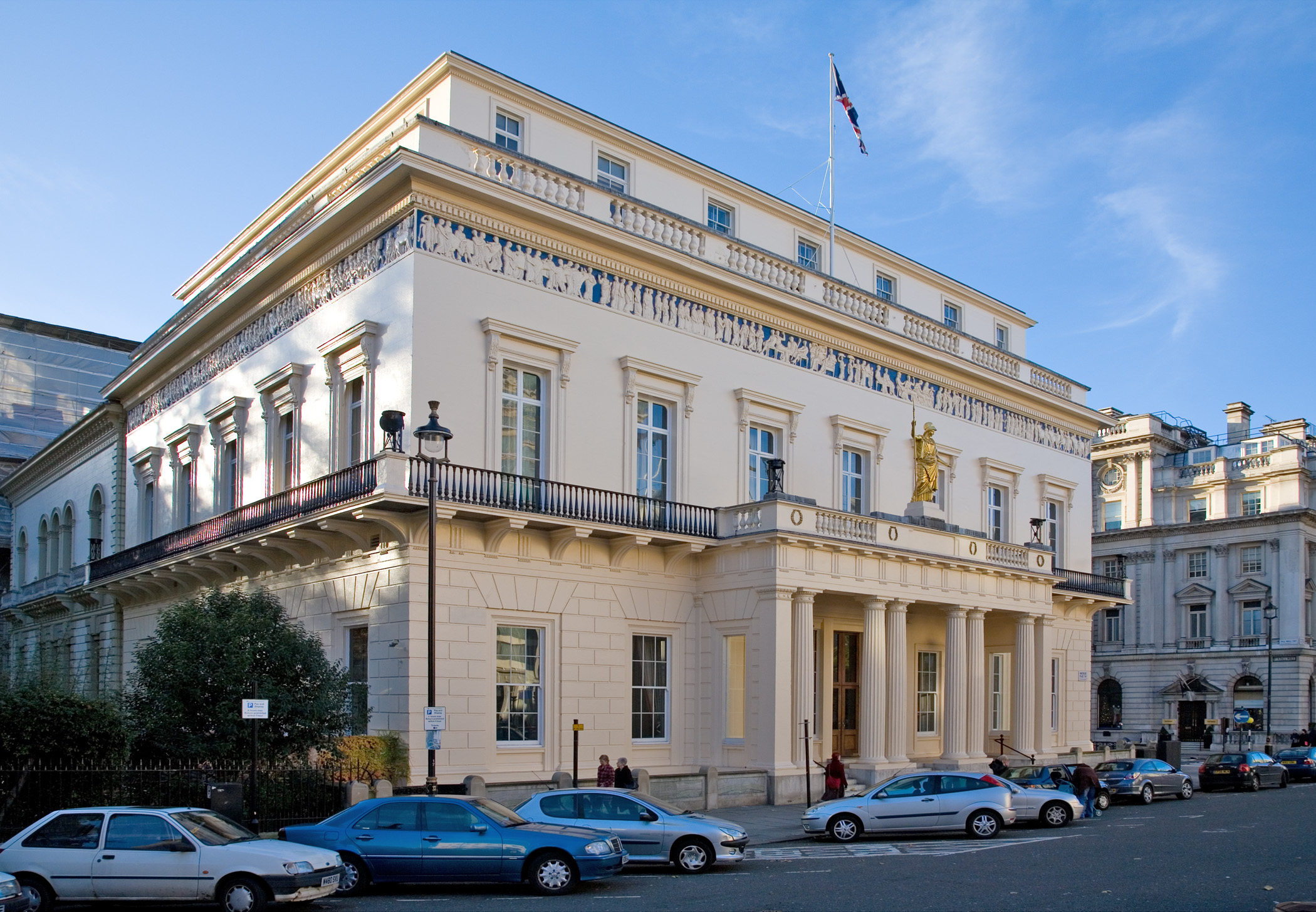
Athenaeum Club, Londra
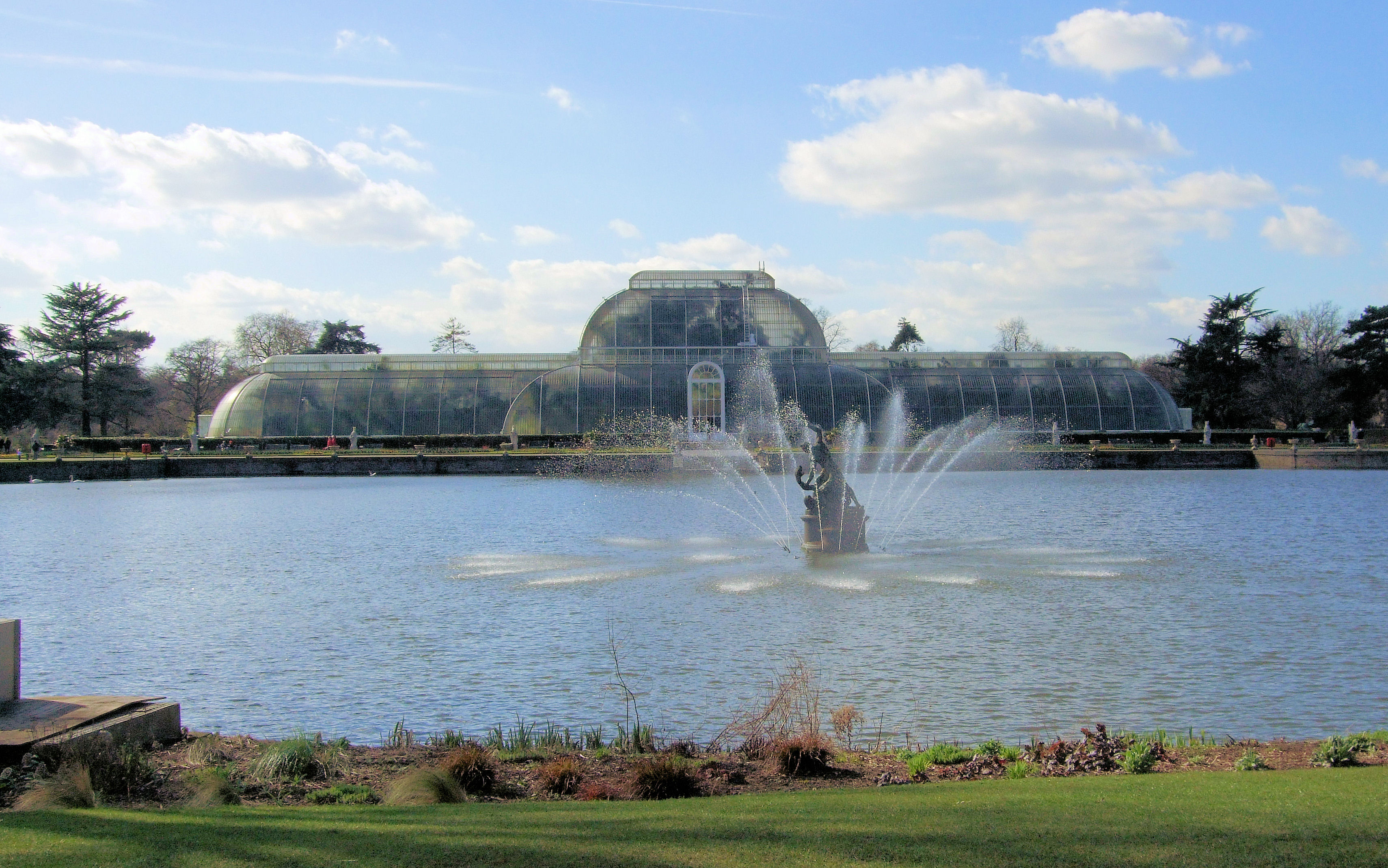
Palm House, Kew Gardens
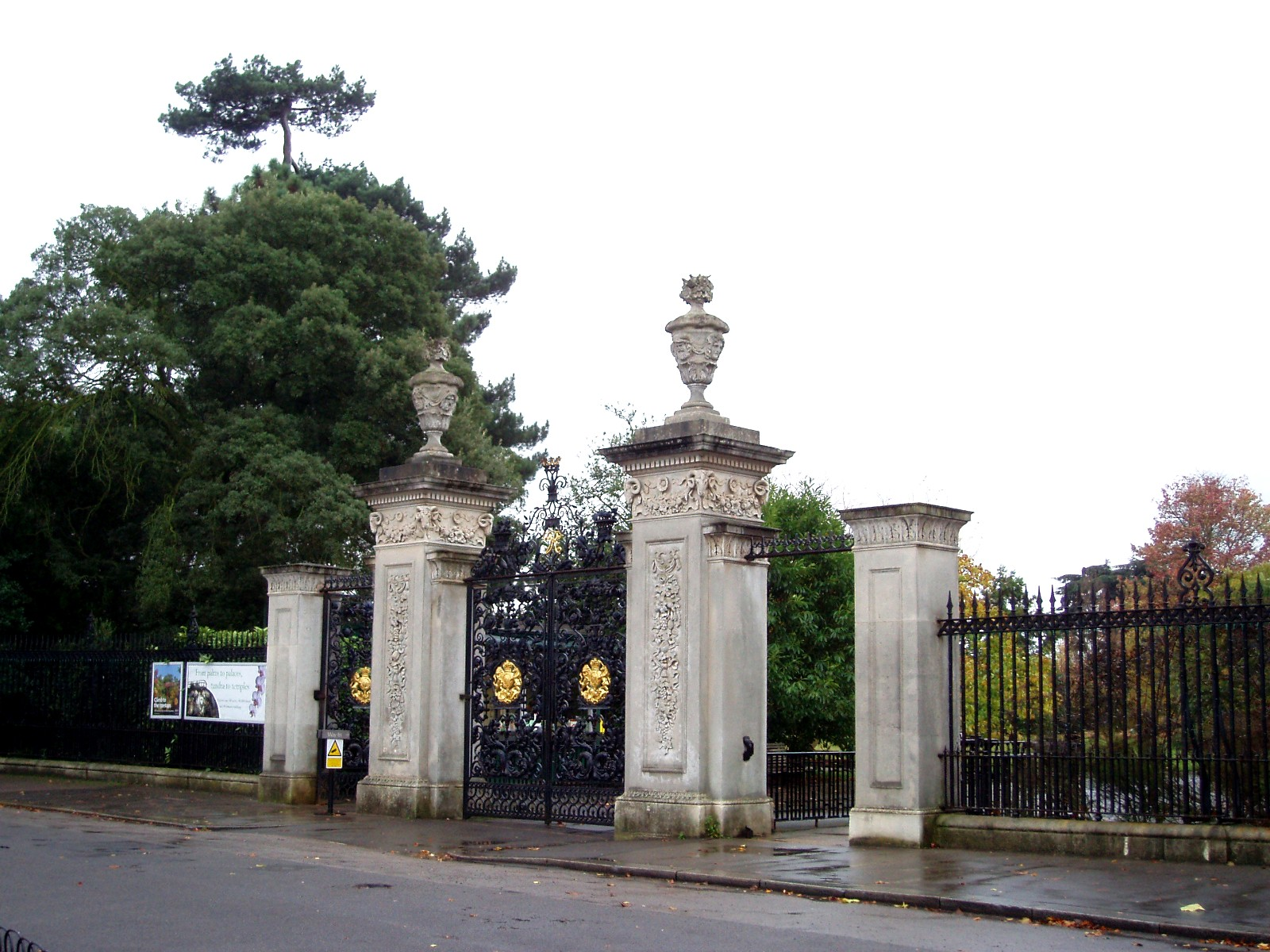
Elizabeth Gate, Kew Gardens
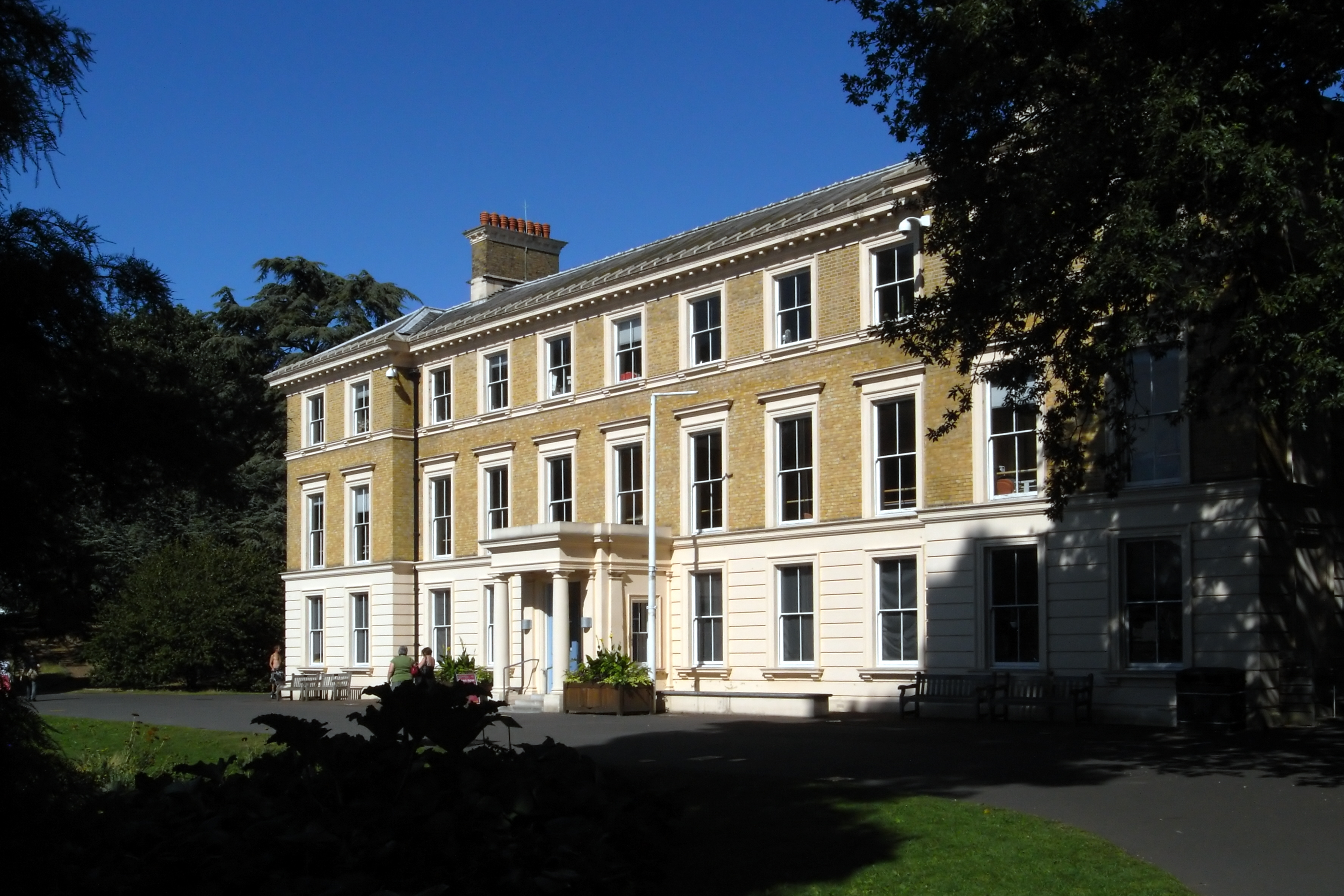
Il museo, Kew Gardens
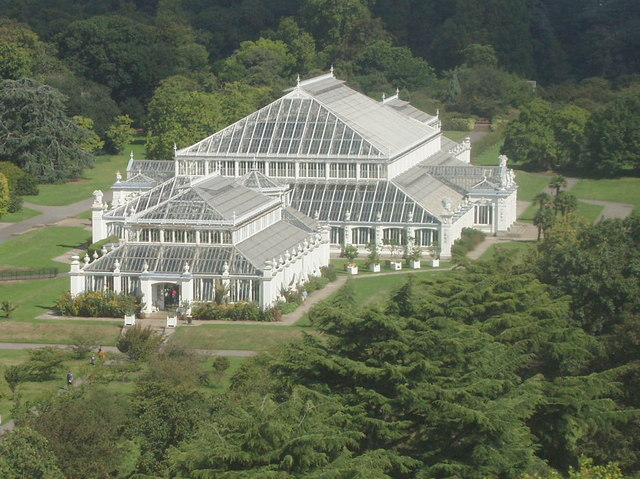
The Temperate House, Kew Gardens
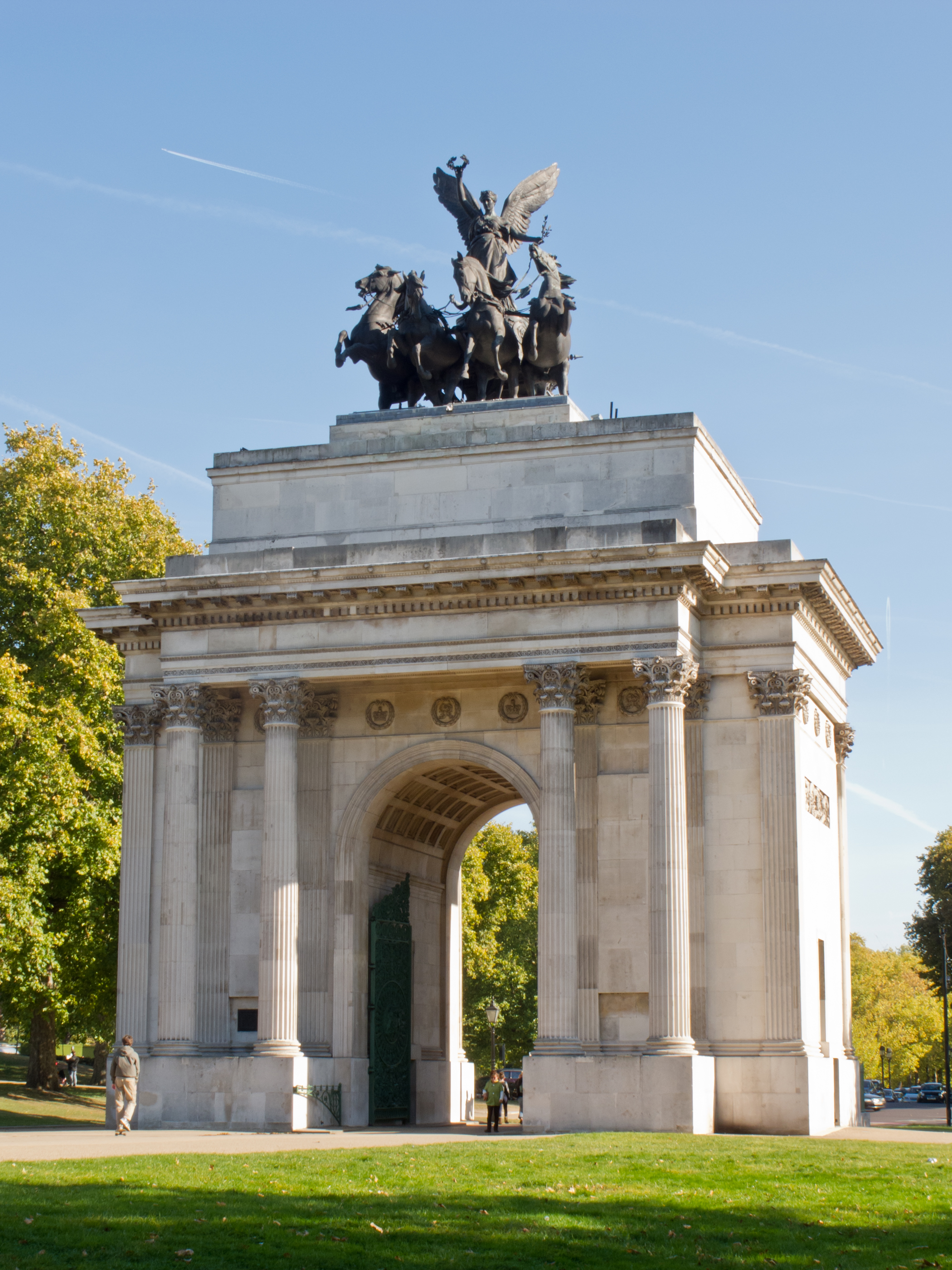
Wellington Arch

## Altri progetti di Burton

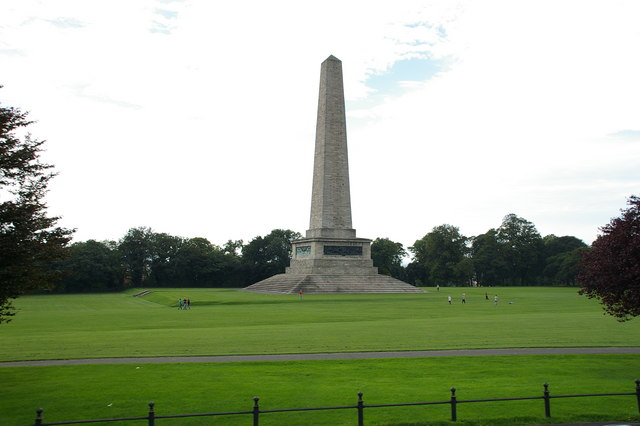
Wellington Monument al Phoenix Park